# Вирий Гал
Вирий Гал (на латински: Virius Gallus) e политик и сенатор на Римската империя към края на 3 век.
През 298 г. Гал е консул заедно с Марк Юний Цезоний Никомах Аниций Фауст Павлин. След това е corrector на Кампания.